# صاحبه غفاروا
صاحبه غفاروا (ترکی آذربایجانی: Sahibə Əli qızı Qafarova؛ زادهٔ ۱۹ مارس ۱۹۵۵) پروفسور، دکترای لغت‌شناسی و سیاست‌مدار آذربایجانی است، که هم‌اکنون به عنوان نماینده و رئیس مجلس ملی جمهوری آذربایجان فعالیت می‌کند.

## زندگی‌نامه
صاحبه غفاروا ۱۹ ماه مارس سال ۱۹۵۵ در شهر شمکر آذربایجان شوروی سابق زاده شد. وی دانش‌آموخته رشته زبان و ادبیات روسی از دانشگاه اسلاو باکو و زبان و ادبیات انگلیسی از دانشگاه زبان آذربایجان است. بین سال‌های ۱۹۷۸ الی ۱۹۸۱ به عنوان آموزگار در یکی از مدارس متوسطه در شمکر مشغول به کار شد. وی همچنین سابقه دستیاری آزمایشگاه، مدرسی، مدرسی ارشد، دانشیاری و استادی در دانشگاه اسلاو باکو را در کارنامه خود دارد. بعد از آنکه به ریاست دانشکده زبان‌های غربی در دانشگاه غرب آذربایجان رسید، سکان هدایت دانشکده زبان‌های اروپایی در دانشگاه اسلاو باکو را در دست گرفت. در میان سالهای ۲۰۰۴ تا ۲۰۲۰ به عنوان معاون رئیس دانشگاه اسلاو باکو در روابط بین‌الملل فعالیت داشت. بین سال‌های ۲۰۰۶–۲۰۰۷، در چارچوب برنامه فولبرایت وزارت امور خارجه ایالات متحده آمریکا، در مؤسسه دانشگاه میشیگان برای مطالعات زنان و جنسیت کار کرد. در سال ۲۰۱۵ به معاونت رئیس کمیته مجلس ملی آذربایجان در امور خانواده، زنان و اطفال رسیده و به دمت ۵ سال متوالی در این سمت ابقاء شد. بین سالهای ۲۰۱۳ تا ۲۰۱۵ زمامدار کمیته‌های فرعی مجمع پارلمانی شورای اروپا در مسائل برابری جنسیتی، نژادپرستی و بیگانه‌هراسی بود.
در میان سال‌های ۲۰۱۵ الی ۲۰۱۷ بود، که به منزله هماهنگ‌کننده سیاسی شبکه مجلسی مجمع پارلمانی شورای اروپا تحت عنوان «زنان عاری از خشونت»، گزارشگر خشونت علیه زنان، متصدی کمیته مجمع پارلمانی شورای اروپا در امور مهاجرت، پناهجو، مهاجرت اجباری داخلی، و نیز عضو یک دفتر به فعالیت‌های خود ادامه داد. بین سال‌های ۲۰۱۸ تا ۲۰۲۰ مسئولیت رهبری نمایندگی آذربایجان در مجمع پارلمانی یورونست را به عهده داشت.
صاحبه غفاروا از سال ۲۰۰۴ در حزب آذربایجان نوین عضویت دارد. وی در دوره‌های چهارم، پنجم و ششم نماینده مجلس ملی آذربایجان بود.

## جایزه
- دانشیار افتخاری جمهوری آذربایجان (۱۴ دسامبر سال ۲۰۱۶)[۶]